# Poeciliini
Poeciliini es una tribu de peces de agua dulce perteneciente a la familia poecílidos, distribuidos por ríos de América del Sur, América Central y América del Norte.

## Géneros
Tiene los siguientes géneros:
- Limia Poey, 1854
- Micropoecilia Hubbs, 1926
- Pamphorichthys Regan, 1913
- Phallichthys Hubbs, 1924
- Poecilia Bloch y Schneider, 1801
- Xiphophorus Heckel, 1848